# Frérot et Sœurette

Frérot et Sœurette ou Petit-Frère et Petite-Sœur (en allemand : Brüderchen und Schwesterchen) est un conte populaire allemand recueilli par les frères Grimm dans le premier volume de Contes de l'enfance et du foyer (Kinder- und Hausmärchen, 1812, no KHM 11). En Russie, Alionouchka et Ivanouchka constitue une autre version de ce conte.
Ce qui ressemble à une première version de l'histoire apparaît sous le titre Nennillo et Nennella dès le XVIIe siècle, dans le Pentamerone de Giambattista Basile.

## Versions
Une première version de Frérot et Sœurette apparaît pour la première fois dans le Pentamerone de Giambattista Basile, aux alentours du XVIIe siècle, sous le titre Nennillo et Nennella (Pentamerone, V-8). Par la suite, le conte a circulé dans un certain nombre de pays européens sous des titres variés mais avec toujours à peu près la même histoire.
La version des frères Grimm apparaît dans le premier volume de leur recueil Contes de l'enfance et du foyer dès la première édition (1812), et figure également dans toutes les éditions ultérieures, avec plusieurs additions dans l'édition de 1819. On a pu confondre Frérot et Sœurette avec Hansel et Gretel, un conte parfois connu sous le même titre, mais appelé Hänsel et Gretel par les frères Grimm pour le distinguer du premier. Certaines éditions du conte Hansel and Gretel sont d'ailleurs toujours appelées Frérot et Sœurette (ou l'équivalent en d'autres langues), créant ainsi une certaine confusion chez le lecteur. 

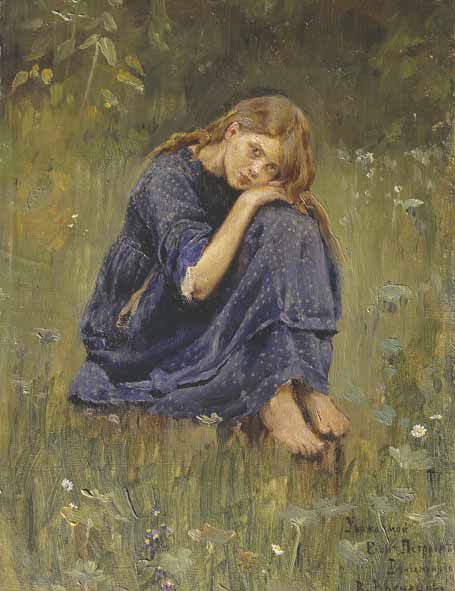
Alionouchka. Œuvre de Viktor Vasnetsov (1881).

En Russie, le récit est plus généralement connu sous le titre Sœur Alionouchka, Frère Ivanouchka — ou, plus simplement, Alionouchka et Ivanouchka — et figure dans le recueil de Contes populaires russes (Наро́дные ру́сские ска́зки (Naródnyje rússkije skázki), 1855–1863) d'Alexandre Afanassiev.

## Résumé (version Grimm)

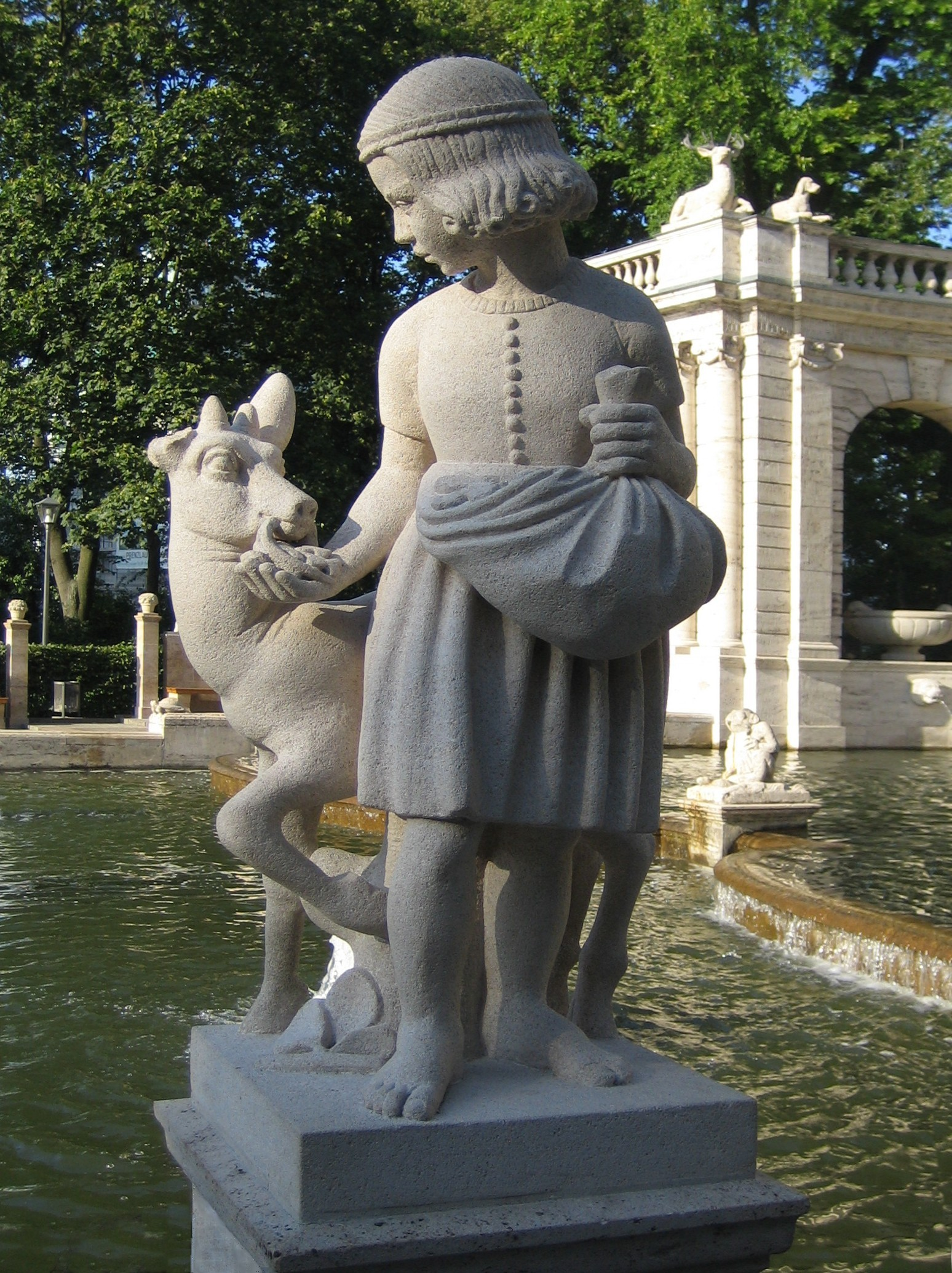
Sculpture d'Ignatius Taschner. Märchenbrunnen (Fontaines des Contes) dans le Parc de Friedrichshain à Berlin.

Fatigués des mauvais traitements que leur inflige leur marâtre, deux orphelins, un frère et une sœur, décident un jour de s'enfuir et de courir le vaste monde. Ils cheminent à travers la campagne et, surpris par la pluie, trouvent refuge dans une forêt, où ils passent la nuit au creux d'un arbre.
Le lendemain matin, le frère a grand soif, et les deux enfants partent à la recherche d'une source. Entre-temps, la vilaine marâtre s'est aperçue de leur absence et elle a jeté un sort sur toutes les sources de la forêt. Au moment où le frère est sur le point de boire à l'une d'entre elles, sa sœur entend la source dire : « Qui me boit devient un tigre... » La sœur supplie alors son frère de ne pas boire car, sinon, il se transformera en animal sauvage et la mettra en pièces. Ils se remettent alors en route et trouvent une autre source, et la sœur comprend que celle-ci dit : « Qui me boit devient un loup... » De nouveau, la fillette insiste pour que son frère ne boive pas, et celui-ci, à regret, lui obéit, mais lui dit que, quoi qu'il arrive, il boira de l'eau de la prochaine, car il a fort soif. Ils poursuivent leur chemin et arrivent à une troisième source, qui dit : « Qui me boit devient un chevreuil... » Mais le garçon s'est déjà précipité pour en boire, et se transforme en effet en chevreuil.

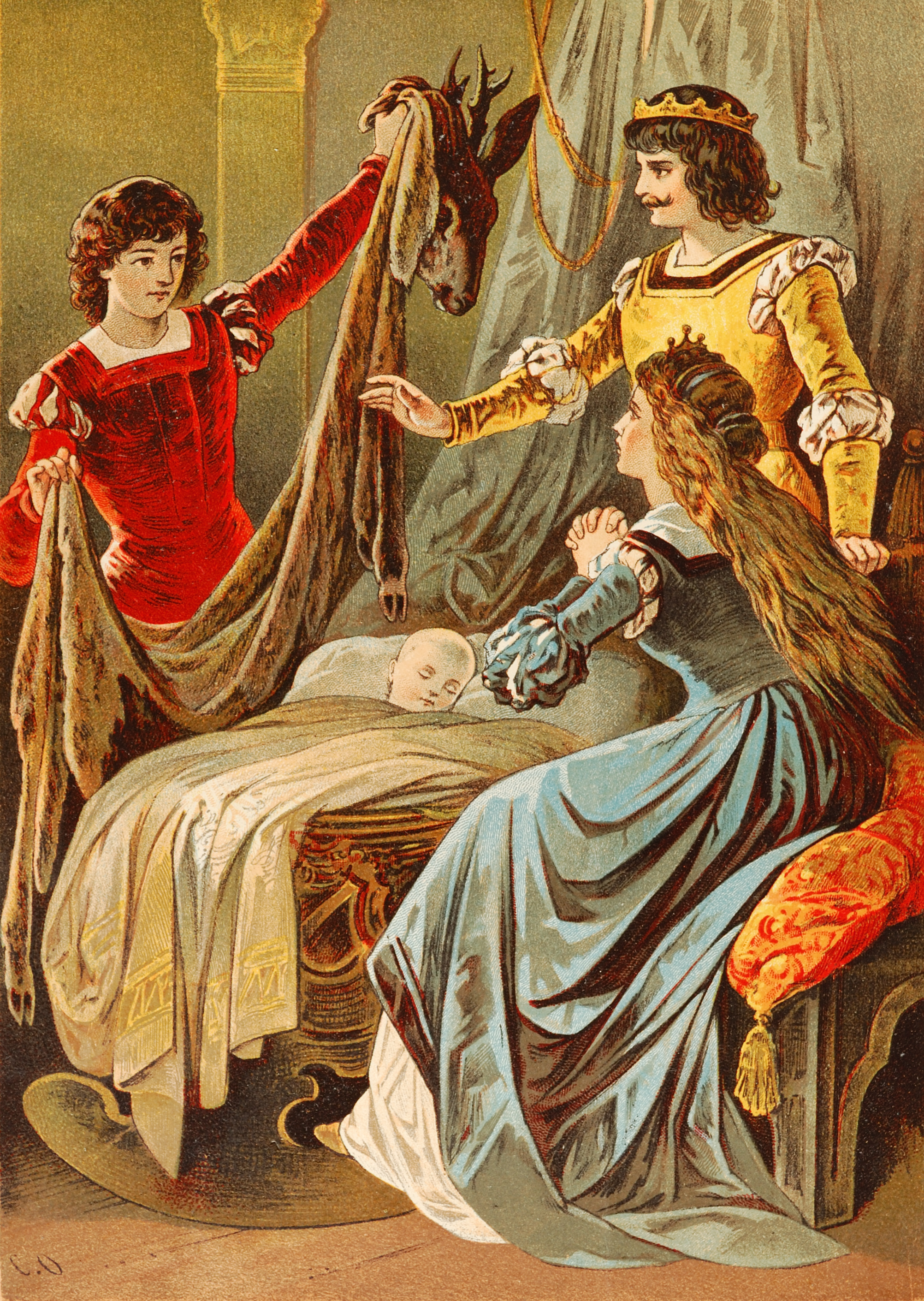
Le frère est délivré. Illustration de Carl Offterdinger extraite de Mein erstes Märchenbuch, Wilh. Effenberger, Stuttgart, fin du XIXe siècle.

Après avoir cédé un temps au désespoir, les deux enfants décident de demeurer dans les bois pour toujours. La fillette s'occupera de son frère, et elle lui met une chaîne en or autour du cou. Ils trouvent au fond de la forêt une petite maison, dans laquelle ils peuvent vivre heureux quelques années durant. Un jour arrive, cependant, où une partie de chasse vient troubler leur quiétude. Le roi poursuit l'étrange chevreuil au collier d'or jusqu'à la petite maison. En voyant la jolie fille qui vit là, il lui demande aussitôt de l'épouser, ce que la sœur accepte, à condition qu'elle puisse emmener le chevreuil. Ils arrivent au château du roi, et la sœur devient reine. Dans le château, ils mènent une douce existence.
La marâtre, cependant, ne tarde pas à découvrir que les deux enfants sont toujours en vie et cherche le moyen de leur nuire. Une nuit, elle tue la reine et lui substitue sa propre fille, au départ un laideron qui n'a qu'un œil mais qu'elle a métamorphosé de façon qu'elle ressemble à la reine, sauf pour l'œil qu'elle ne pouvait lui rendre. À trois reprises, le fantôme de la reine se rend au chevet du petit garçon auquel elle avait donné naissance avant de mourir, et le roi comprend tout. Les plans maléfiques de la marâtre sont ainsi dévoilés.
La reine revient à la vie, et la sorcière et sa fille sont jugées pour leurs crimes. La fille est abandonnée dans la forêt, où des animaux la mettent en pièces, et la mère expie sur le bûcher. Au moment précis où elle expire, le chevreuil recouvre son apparence humaine. Frérot et Sœurette peuvent dès lors vivre heureux ensemble jusqu'à la fin de leurs jours.

## Classification

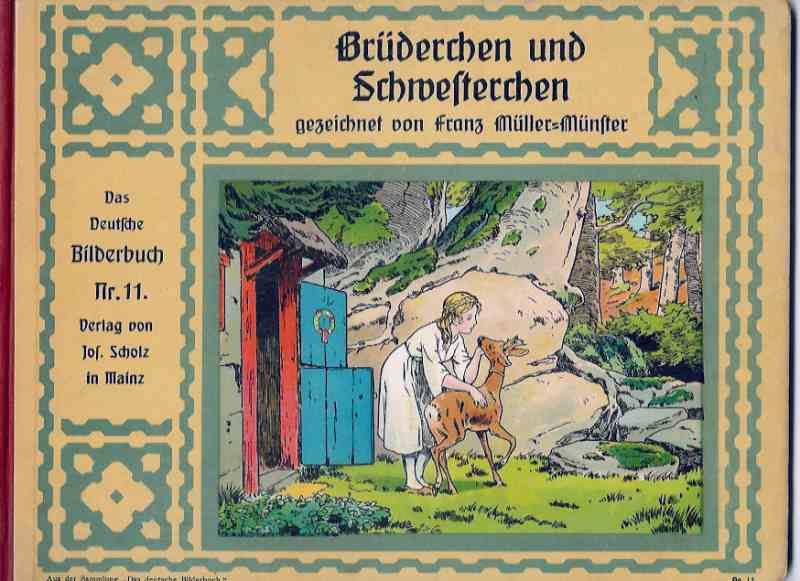
Illustration de Franz Müller-Münster, en couverture de Brüderchen und Schwesterchen, Josef Scholz, « Das Deutsche Bilderbuch, 11 », Mayence,.

Le conte est rangé dans les contes AT 450, selon la classification Aarne-Thompson, correspondant au type « Petit Frère et Petite Sœur », auquel il donne par ailleurs son nom. Le conte-type a pour titre alternatif « La Fontaine dont l'eau change en animal ». Sont également de ce type, par exemple, L'Agnelet et le Petit Poisson (Das Lämmchen und Fischchen), également recueilli par les frères Grimm (KHM 141) ou, en France, un conte du Nivernais : La Fontaine dont l'eau change en lion.

## Interprétations
Ce conte, tout comme Les Douze Frères (KHM 9), Les Sept Corbeaux (KMH 25) et Les Six Frères Cygnes (KHM 49), montre une jeune fille qui sauve son ou ses frères. À l'époque et dans la région où le conte fut recueilli, nombreux étaient les hommes que des rois enrôlaient pour être envoyés comme mercenaires, de sorte que, très souvent, ils faisaient de leur fille leur héritière. Cependant, ils exerçaient également davantage de contrôle sur elle et sur leur mariage. Les histoires comme Frérot et Sœurette ont été interprétés comme le désir des femmes de voir le retour de leurs frères, afin d'être libérées de ce contrôle. Néanmoins, la question de savoir où ces histoires ont été collectées reste mal éclaircie, et l'on peut trouver des récits du même genre dans beaucoup d'autres cultures, où ils ne peuvent avoir été inspirés par les éléments indiqués plus haut.
La psychanalyse moderne interprète la relation entre le frère et la sœur dans le conte comme une métaphore de la dualité animale et spirituelle de l'être humain. Le frère représente le côté instinctif et la sœur le côté rationnel. Au début de Frérot et Sœurette, les deux enfants sont encore jeunes et clairement en conflit concernant les choix que l'autre fait. Le frère ne peut contrôler l'impulsion qui le pousse à boire à la source et, de ce fait, est « puni » en étant changé en chevreuil. À noter le geste symbolique qui intervient alors, lorsque la sœur attache une chaîne en or autour du coup de son frère, comme pour suggérer que le côté animal est dompté. Suit une période de bonheur relatif durant laquelle les deux côtés vivent en harmonie l'un avec l'autre. Dans ce contexte, Frérot et Sœurette peut être vu comme une histoire voilée de passage à l'âge adulte. Il est aussi intéressant d'observer que, dans le conte, le côté animal est associé au sexe masculin et le côté spirituel/ rationnel avec le sexe féminin.
Selon Bruno Bettelheim, « la véritable conclusion de Frérot et Sœurette est que l'animal dans l'homme (le faon) et les tendances asociales (représentées par la sorcière) ont été éliminées, ce qui permet aux qualités humaines de s'épanouir ».
On a pu également trouver dans ce conte des messages sur la fidélité aux liens familiaux par-delà l'adversité et la séparation.
Eugen Drewermann résume « Petite-Frère et Petite-Sœur » : Interprétation psychanalytique d'un conte de Grimm, un essai qu'il a entièrement consacré à ce conte, en disant que « Petit-Frère et Petite Sœur [i.e. Frérot et Sœurette] n'est pas, contrairement à ce que le titre laisse penser, l'histoire de deux enfants, frère et sœur, mais le drame de l'évolution d'une jeune fille qui essaie de trouver, sur les sentiers difficiles et angoissants de la jeunesse, un chemin vers la vie riche et heureuse de l'amour. » Pour Drewermann, le personnage du jeune frère transformé en chevreuil n'est, en effet, qu'un reflet d'un état du passage vers l'âge adulte de Sœurette, qui est, selon lui, la seule héroïne du récit.

## Adaptations

### Cinéma
- 1953 : Brüderchen und Schwesterchen, réalisé par Walter Oehmichen et Hubert Schonger.

### Télévision
- 1987 : Raconte-moi une histoire (Gurimu Meisaku Gekijō), série d'animation américano-japonaise, épisode 36.
- 1999 : Simsala Grimm, série d'animation allemande, saison 1, épisode 13 : Frère et sœur (Brüderchen und Schwesterchen).
- 2008 : Brüderchen und Schwesterchen, réalisé par Wolfgang Eißler, durée 58 minutes environ.

## Sources et bibliographie
- (en) Cet article est partiellement ou en totalité issu de l’article de Wikipédia en anglais intitulé « Brother and Sister » (voir la liste des auteurs).
- (fr) Paul Delarue, Marie-Louise Ténèze, Le Conte populaire français, édition en un seul volume reprenant les quatre tomes publiés entre 1976 et 1985, Maisonneuve et Laroze, coll. « Références », Paris, 2002  (ISBN 2-7068-1572-8). Tome 1 (1957), p. 123-128.
- (fr) Eugen Drewermann, "Petit-Frère et Petite-Sœur" : Lecture psychanalytique d'un conte de Grimm, trad. Petru Dumitriu, Cerf, Paris, 1994  (ISBN 2-204-04965-4). 200 pages.
- (en) Steven Swann Jones, The Fairy Tale : The Magic Mirror of Imagination, Twayne Publishers, New York, 1995  (ISBN 0-8057-0950-9).
- (en) Maria Tatar, The Annotated Brothers Grimm (ISBN 0-393-05848-4).
- (en) Jack Zipes, The Brothers Grimm : From Enchanted Forests to the Modern World (ISBN 0-312-29380-1).